# 利奇山 (埃爾斯沃思地)
利奇山（英語：Mount Leech），是南極洲的山峰，位於埃爾斯沃思地，處於瑟斯頓島，屬於沃克山脈的一部分，以昆蟲學者命名，現時由南極條約體系管理。